# Драгутин Аврамовић
Драгутин Аврамовић (Београд, 1980) ванредни је професор Правног факултета Универзитета у Новом Саду.

## Биографија
Основну школу и гимназију завршио је са одличним успехом. Правни факултет Универзитета у Београду уписао је 1999. године.

## Образовање
Дипломирао је 2003. године на Правном факултету у Београду са просечном оценом 9,87. Правосудни испит положио је 2006. године. Магистарски рад под називом „Увођење ванредног стања“ одбранио је са одликом фебруара 2009. године на Правном факултету Универзитета у Новом Саду. Докторску дисертацију под називом „Савремена правна држава – правнотеоријски аспекти“ је одбранио октобра 2011. године са одликом, такође на Правном факултету у Новом Саду.

## Радна места
Волонтирао је у Првом општинском суду у Београду. На Полицијској академији у Београду изабран је 2004. године у звање асистент-приправник за предмет Увод у право. Потом је на Криминалистичко-полицијској академији 2009. године изабран за асистента за ужу научну област Увод у право и Уставно право и више година је изводио вежбе и делове наставе на овим предметима. Учествовао је и у извођењу наставе на мастер студијама на предмету Полиција и људска права, као и на специјалистичким академским студијама на предмету Уставни систем Србије. У фебруару 2012. године на Правном факултету Универзитета у Новом Саду је изабран за доцента за ужу теоријскоправну научну област за предмет Теорија државе и права. Држи наставу из предмета Увод у право, Филозофија права и Реторика на основним студијама, а на мастер студијама из предмета Историја политичких и правних теорија и предмета Методологија права. Такође, изводи наставу на мастер студијама Филозофског факултета Универзитета у Новом Саду из предмета Увод у право. Био је члан већег броја комисија за преглед, оцену и одбрану мастер радова и једне докторске дисертације, као и ментор на мастер студијама. У звање ванредног професора је изабран 2017. године.

## Чланство у организацијама и телима
Члан је и један од оснивача Српског правничког клуба (СПК), а био је и секретар Новосадске асоцијације за теорију, етику и филозофију права (НАТЕФ). Члан је Савета Правног факултета у Новом Саду. Члан је Испитног одбора Министарства правде Републике Србије за полагање правосудног испита за предмет Уставно право и правосудно организационо право.

## Научни рад
Радио је на пројекту „Развој институционалних капацитета, стандарда и процедура за супротстављање организованом криминалу и тероризму у условима међународних интеграција“, који финансира Министарство за науку, чији је био секретар, као и на пројекту Правног факултета у Новом Саду „Правна традиција и нови правни изазови“. Био је истраживач и на пројекту „Теоријски и практични проблеми стварања и примене права (ЕУ и Србија)“ Правног факултета у Новом Саду. Објавио је више од 40 научних и стручних радова. Област научног интересовања: теорија државе, правна држава, људска права, ванредно стање.

## Изабрана библиографија

### Књиге
1. Симовић, Дарко; Аврамовић, Драгутин; Зекавица, Радомир (2013). Људска права. Криминалистичко-полицијска академија. ISBN 978-86-7020-259-7.
2. Вукадиновић, Гордана; Аврамовић, Драгутин (2014). Увод у право. Правни факултет у Новом Саду. ISBN 978-86-7774-137-2.

### Научни радови
1. Аврамовић, Драгутин (2014). „Људска права на танкој црвеној линији између универзалности и релативности” (PDF). Зборник Радова Правног Факултета У Новом Саду. XLVIII br. 3: 291—301. Архивирано из оригинала (PDF) 02. 12. 2021. г. Приступљено 23. 10. 2018.
2. Аврамовић, Драгутин (2013). „Света Гора - између аутономности и државности” (PDF). Зборник Радова Правног Факултета У Новом Саду. XLVII br. 2: 431—447. Архивирано из оригинала (PDF) 08. 12. 2021. г. Приступљено 23. 10. 2018.
3. Аврамовић, Драгутин (2012). „Одлука или норма - слободно судијско уверење као претња владавини права” (PDF). Зборник Радова Правног Факултета У Новом Саду. XLVI br. 2: 311—325. Архивирано из оригинала (PDF) 05. 12. 2021. г. Приступљено 23. 10. 2018.
4. Аврамовић, Драгутин; Јованов, Илија (2017). „Ограничења покрета право и књижевност - пример Софокла” (PDF). Зборник Радова Правног Факултета У Новом Саду. LI br. 2: 353—368. Архивирано из оригинала (PDF) 29. 11. 2021. г. Приступљено 23. 10. 2018.
5. Аврамовић, Драгутин (2016). „Буђење силе - рађање државе националног надзора” (PDF). Зборник Радова Правног Факултета У Новом Саду. L br. 3: 877—890. Архивирано из оригинала (PDF) 04. 12. 2021. г. Приступљено 23. 10. 2018.
6. Аврамовић, Драгутин (2015). „Ричард Познер подвлачи црту - правни реализам као одговор на изазове данашњице” (PDF). Зборник Радова Правног Факултета У Новом Саду. XLIX br. 3: 1231—1245. Архивирано из оригинала (PDF) 05. 12. 2021. г. Приступљено 23. 10. 2018.
7. Аврамовић, Драгутин (2010). „Увођење ванредног стања према Уставу Републике Србије из 2006. године” (PDF). НБП - Журнал За Криминалистику И Право. br. 2: 127—135.
8. Аврамовић, Драгутин (2011). „"Омекшавањем права" ка међународној владавини права?” (PDF). Српска Политичка Мисао. 32 (2): 263—288. Архивирано из оригинала (PDF) 04. 04. 2016. г. Приступљено 23. 10. 2018.
9. Симовић, Дарко; Аврамовић, Драгутин; Југовић, Сретен (2011). „Protection of Human Rights Under a State of Emergency – The Case Study of Serbia”. Security in the Post-Conflict (Western) Balkans: Transition and Challenges Faced by the Republic of Macedonia. 2 (2). Текст „204-214” игнорисан (помоћ)
10. Аврамовић, Драгутин; Симовић, Дарко (2012). „Универзализација и/или идеологизација људских права?” (PDF). Национални Интерес. 14 (2): 199—220. Архивирано из оригинала (PDF) 07. 04. 2016. г. Приступљено 23. 10. 2018.
11. Аврамовић, Драгутин; Симовић, Дарко (2012). „Ванредно стање и ванредне ситуације у Републици Србији – (не)оправдани дуализам” (PDF). Култура Полиса. br. 1: 503—515. Архивирано из оригинала (PDF) 28. 03. 2019. г. Приступљено 23. 10. 2018.
12. Аврамовић, Драгутин; Симовић, Дарко (2012). „Народ као носилац и вршилац суверености – реанимација непосредне демократије” (PDF). Српска Политичка Мисао. 38 (4): 213—231. Архивирано из оригинала (PDF) 04. 04. 2016. г. Приступљено 23. 10. 2018.
13. Аврамовић, Драгутин; Симовић, Дарко; Југовић, Сретен (2013). „Judicial Independence, Rule of Law, and the Case of Serbia” (PDF). Archibald Reiss Days. II br. 2: 87—98.
14. Симовић, Дарко; Аврамовић, Драгутин; Југовић, Сретен (2013). „Еволуција и преображаји људских права” (PDF). Теме. br. 4: 1527—1553.
15. Вукадиновић, Гордана; Аврамовић, Драгутин (2014). „Predicaments of E-Democracy in Serbia”. Constitutional Challenges: Global and Local.
16. Аврамовић, Драгутин; Млађан, Драган (2014). „Ванредно стање и ванредна ситуација – компаративни терминолошки и садржински аспекти” (PDF). Теме. br. 2: 767—781.
17. Аврамовић, Драгутин (2015). „Радомир Д. Лукић и Ханс Келзен – од критичара ка следбенику”. Научно Наслеђе Радомира Д. Лукића. CLIII br. 36: 363—377.
18. Аврамовић, Драгутин (2017). „Устав Републике Србије из 2006. године и начело правне државе – мит или истина?” (PDF). Српска Политичка Мисао: 47—65. Архивирано из оригинала (PDF) 28. 08. 2018. г. Приступљено 23. 10. 2018.
19. Аврамовић, Драгутин (2017). „Religious Profiling – the Way of de facto Limitation of Religious Freedom during the War on Terrorism” (PDF). Archibald Reiss Days. II br. 2: 321—329.
20. Аврамовић, Драгутин (2018). „Анализа предвидљивости поступања судија – повратак механичкој јуриспруденцији?”. Crimen. br. 2: 155—167. Архивирано из оригинала 22. 10. 2020. г. Приступљено 23. 10. 2018.
21. Аврамовић, Драгутин (2008). „Кад ванредно стање постаје редовно”. Правни Живот. br. 14: 509—529.
22. Аврамовић, Драгутин (2009). „Један нови поглед на владавину права”. Правни Живот. br. 14: 359—370.
23. Аврамовић, Драгутин (2010). „Владавина права – међународно призната вредност?”. Европска Заједница Народа И Универзалне Вредности: 86—95.
24. Аврамовић, Драгутин (2011). „Остваривање људских права у условима ванредног стања”. Полиција У Функцији Заштите Људских Права: 155—179.
25. Аврамовић, Драгутин (2012). „Електронска демократија – пут ка непосредној демократији”. Правни Живот. br. 12: 925—937.
26. Аврамовић, Драгутин. „Кад теорија поклекне пред прагмом – Глигорије Гига Гершић и Устав од 1888. године”. Устав Краљевине Србије Од 1888 – 125 Година Од Доношења: 189—200.
27. Аврамовић, Драгутин (2015). „Верско тржиште без правног оквира”. Религија, Политика, Право: 23—37.
28. Аврамовић, Драгутин; Југовић, Сретен (2016). „Ограничења слободе вероисповести у "рату против тероризма"”. Правни Живот. br. 12: 535—546.